# Kuala Selangor
Kuala Selangor ( Jawi: کوالا سلاڠور ) es uno de los nueve distritos en Selangor, Malasia. El distrito bordeando Klang en el sur, Hulu Selangor y Gombak al oeste, sudeste con Petaling y al norte con Sabak Bernam. Kuala Selangor se enfrentan Estrecho de Malaca al oeste.
Kuala Selangor se divide en dos áreas; Kuala Selangor y Tanjung Karang. Dos áreas separados por el río de Selangor.

## Conexión con Selangor
Kuala Selangor asociado con el nombre original de Selangor. Nombre de Selangor conjunción río de Selangor; que fluye en esta distrito.

## Geografía

### Municipal
Kuala Selangor administrado por Majlis Daerah Kuala Selangor (Consejo Distrito de Kuala Selangor - MDKS).

### Ciudades
- Kuala Selangor

La principal ciudad de Kuala Selangor. Hay edificios gubernamentales así como otros servicios como bancos, hilera de tiendas y estación autobús.
- Tanjung Karang

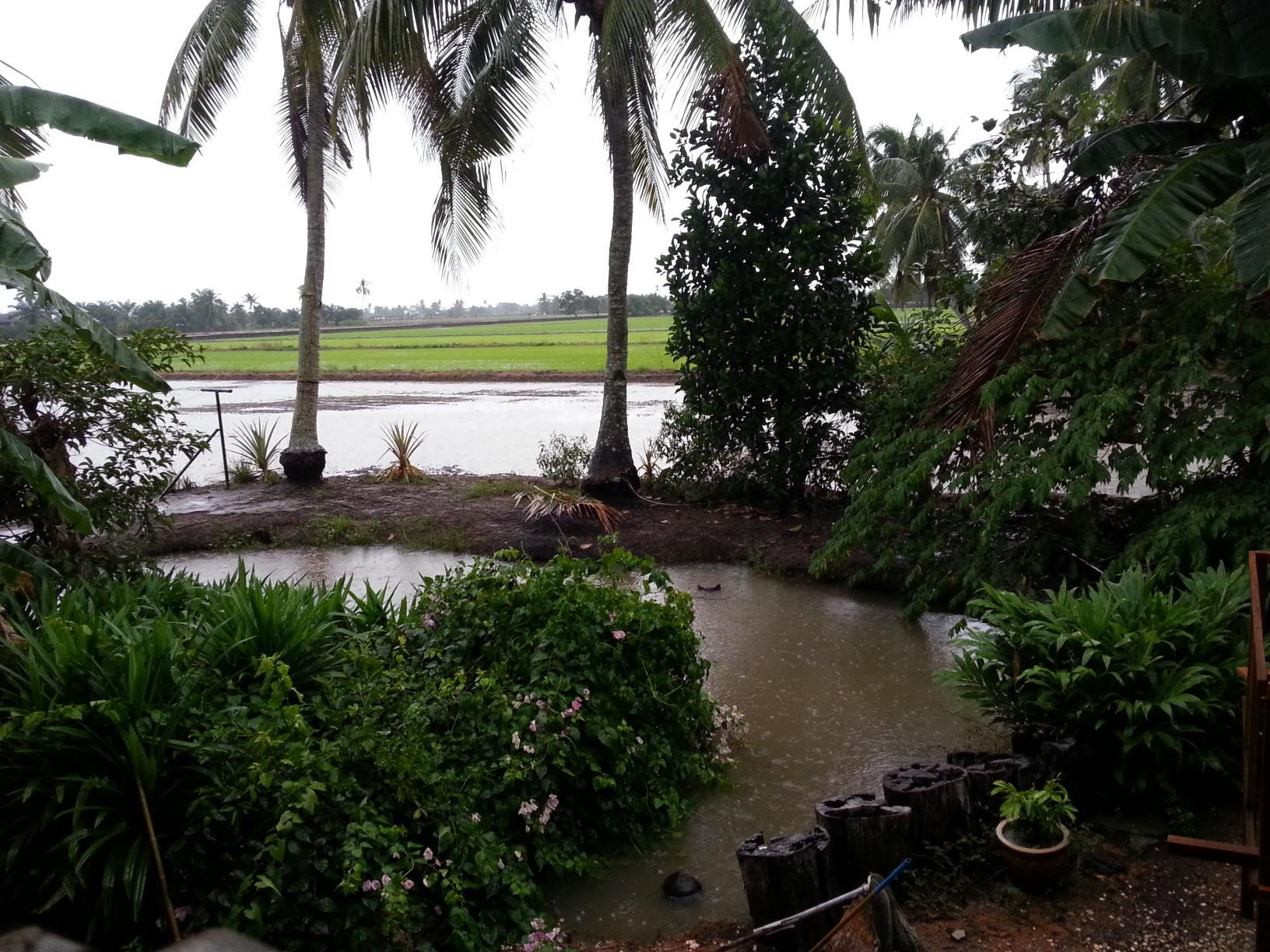
Sawah Sempadan (campo borde) en Tanjung Karang cuando llueve

Tanjung Karang es un área principal de pesca y también área de creciente cultivo de arroz en Selangor. En español que significa "cape coral". Tanjung Karang está a unos 15 km de Kuala Selangor.

## Educación

### Escuela secundaria
| Escuela                                          | Tipo de escuela                                                                 | Lugar           |
| ------------------------------------------------ | ------------------------------------------------------------------------------- | --------------- |
| Sekolah Agama Menengah Jeram                     | Escuela islámica Escuela del gobierno estatal                                   | Jeram           |
| Sekolah Menengah Kebangsaan Agama Kuala Selangor | Escuela islámica Escuela de educación ministerio de Malasia                     | Pasir Penambang |
| Sekolah Menengah Sains Kuala Selangor            | Escuela de educación ministerio de Malasia Escuela totalmente residencial (SBP) | Bandar Melawati |

### Educación superior
| Institución                                  | Tipo de institución                  | Lugar          |
| -------------------------------------------- | ------------------------------------ | -------------- |
| Universiti Teknologi Mara (UiTM) Puncak Alam | universidad pública                  | Puncak Alam    |
| Universiti Selangor (UNISEL)                 | gobierno estatal universidad privada | Bestari Jaya   |
| Kolej Komuniti Tanjung Karang                | universidad pública vocacional       | Tanjung Karang |

## Lugares Significativos

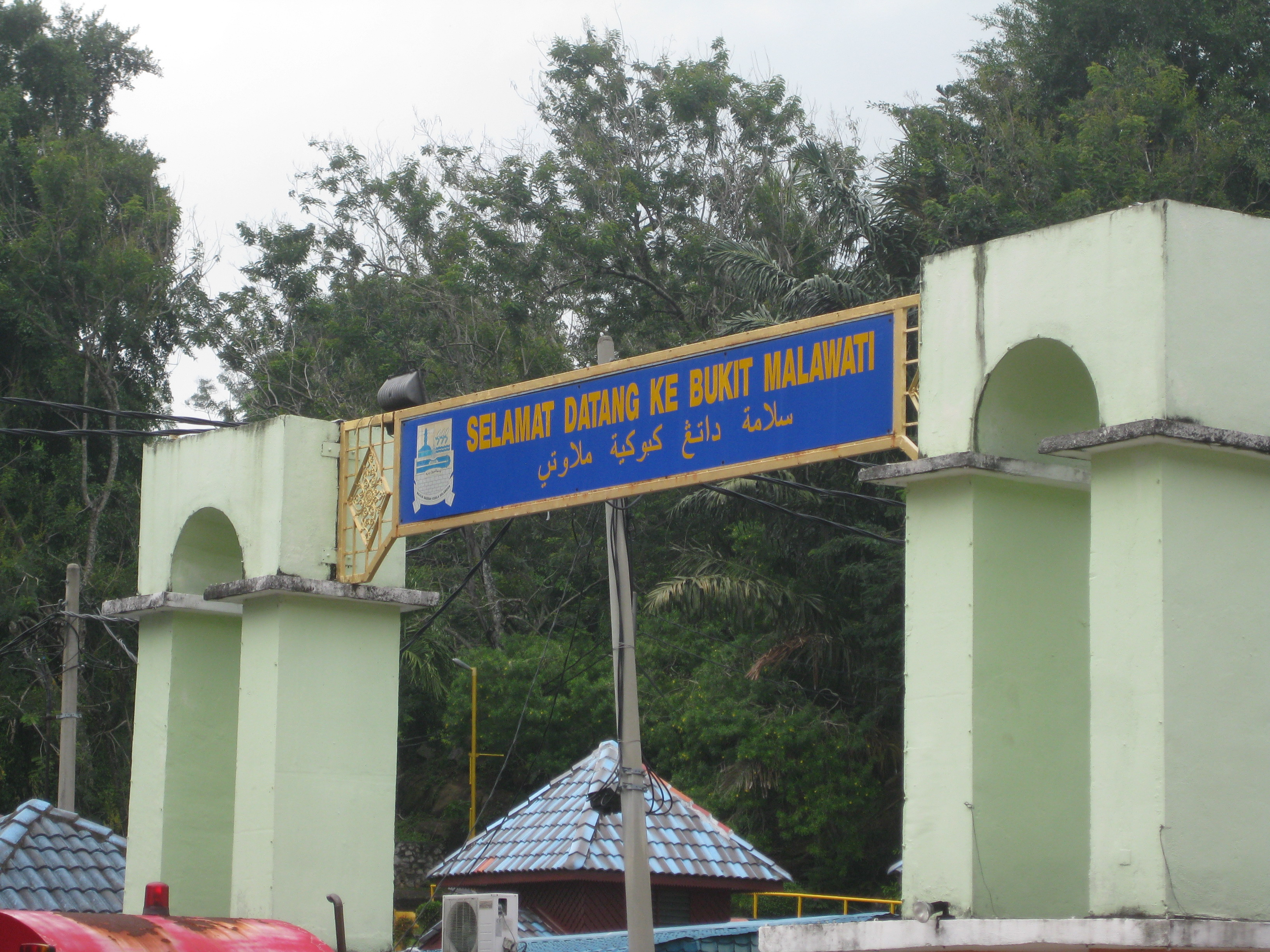
la entrada de la Bukit Melawati

### Bukit Melawati
Bukit Melawati (Colina Melawati) es un símbolo de la singularidad del disricto de Kuala Selangor. Toda la ciudad se puede ver desde la parte superior de Bukit Melawati.
En la cima de Bukit Malawati Hay un par de casas de funcionarios gubernamentales de alto nivel,  casa de huéspedes faros y sitio histórico.

### Muzium Sejarah dan Permainan Kuala Selangor
Muzium Sejarah dan Permainan Kuala Selangor (Museo Historia y Juegos de Kuala Selangor) situado en Bukit Melawati. Reconociendo la importancia de la historia de Kuala Selangor para información general, Lembaga Muzium Selangor (Patronato Museo Selangor) tomó la iniciativa con el gobierno del estado para establecer Museo Historia Distrito Kuala Selangor para el público.

### Kampung Kuantan
Kampung Kuantan es bien conocida por sus luciérnagas. La aventuras de luciérnagas comenzaron a principios de 1970; por un empresario local que vio el potencial comercial de este milagro. Ahora la aventura ha sido confiada a MDKS y ha crecido rápidamente con un aumento de 27 barcos que proporcionó para los visitantes.
Hoy Kampung Kuantan es famosa por sus luciérnagas mágicas no sólo a los lugareños, sino también de todo el mundo.

### Taman Alam Kuala Selangor
Taman Alam Kuala Selangor (Parque Natural Kuala Selangor) es situado en boca de río Selangor y cerca de la ciudad de Kuala Selangor. El parque natural fue inaugurado en 1987. Cubriendo 296 hectáreas, divididas en dos partes principales, un área de 201 hectáreas que cubren la selva tropical que queda y el Bosque de Manglares.

## Entretenimiento
Kuala Selangor es lugar famoso para cine y teatro de Malayo porque la ubicación no está lejos desde Kuala Lumpur. Por ejemplo Iskandar, Mukhlis y Ngangkung.

## Gente Famosa
- Tan Sri Dato' Seri Abdul Khalid bin Ibrahim; el político de Pakatan Rakyat
- Datuk Seri Noh Omar; el político de Barisan Nasional
- Herman Tino, cantante canción tradicional
- Adi Fashla, cantante

## Política

### Parlamento federal
|  |